# Nouzka

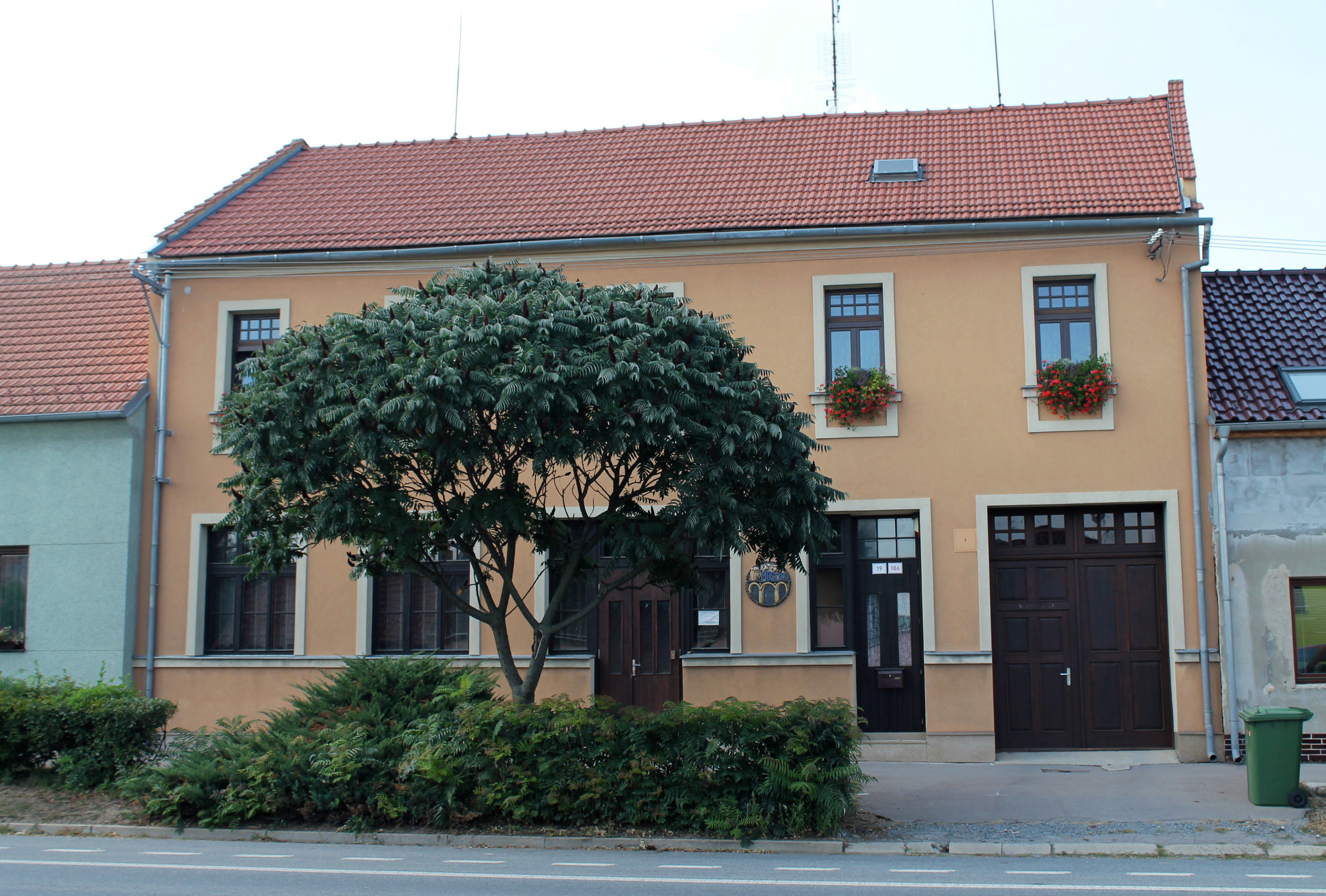
Ehemaliges Gasthaus

Nouzka (deutsch Mels) ist ein Ortsteil von Vyškov in Tschechien. Er liegt zwei Kilometer südwestlich des Stadtzentrums von Vyškov und gehört zum Okres Vyškov.

## Geographie
Das Straßendorf Nouzka befindet sich auf einem erhöhten Platz in der Vyškovská brána (Wischauer Tor). Nördlich des Dorfes fließt der Bach Drnůvka, südlich mündet der Lulečský potok in den Rostěnický potok. Gegen Osten erstreckt sich das Gewerbegebiet Nouzka-průmyslový obvod. Südöstlich liegen die Teiche Kačenec I und II, dahinter verläuft die Autobahn D 1; die Abfahrt 226 Vyškov-západ liegt südlich des Dorfes. Durch Nouzka führt die Staatsstraße II/430 zwischen Vyškov und Brno; an der nördlichen Peripherie verläuft die Bahnstrecke Brno–Přerov.
Nachbarorte sind Nosálovice im Norden, Vyškov-Město und Brňany im Nordosten, Rybníček, Boškůvky und Moravské Prusy im Osten, Vážany, Zouvalka und Terešov im Südosten, Dvorek und Hlubočany im Süden, Rostěnice, U Silnice, Nemojany und Luleč im Südwesten sowie Drnovice und Kašparovský Dvůr im Nordwesten.

## Geschichte

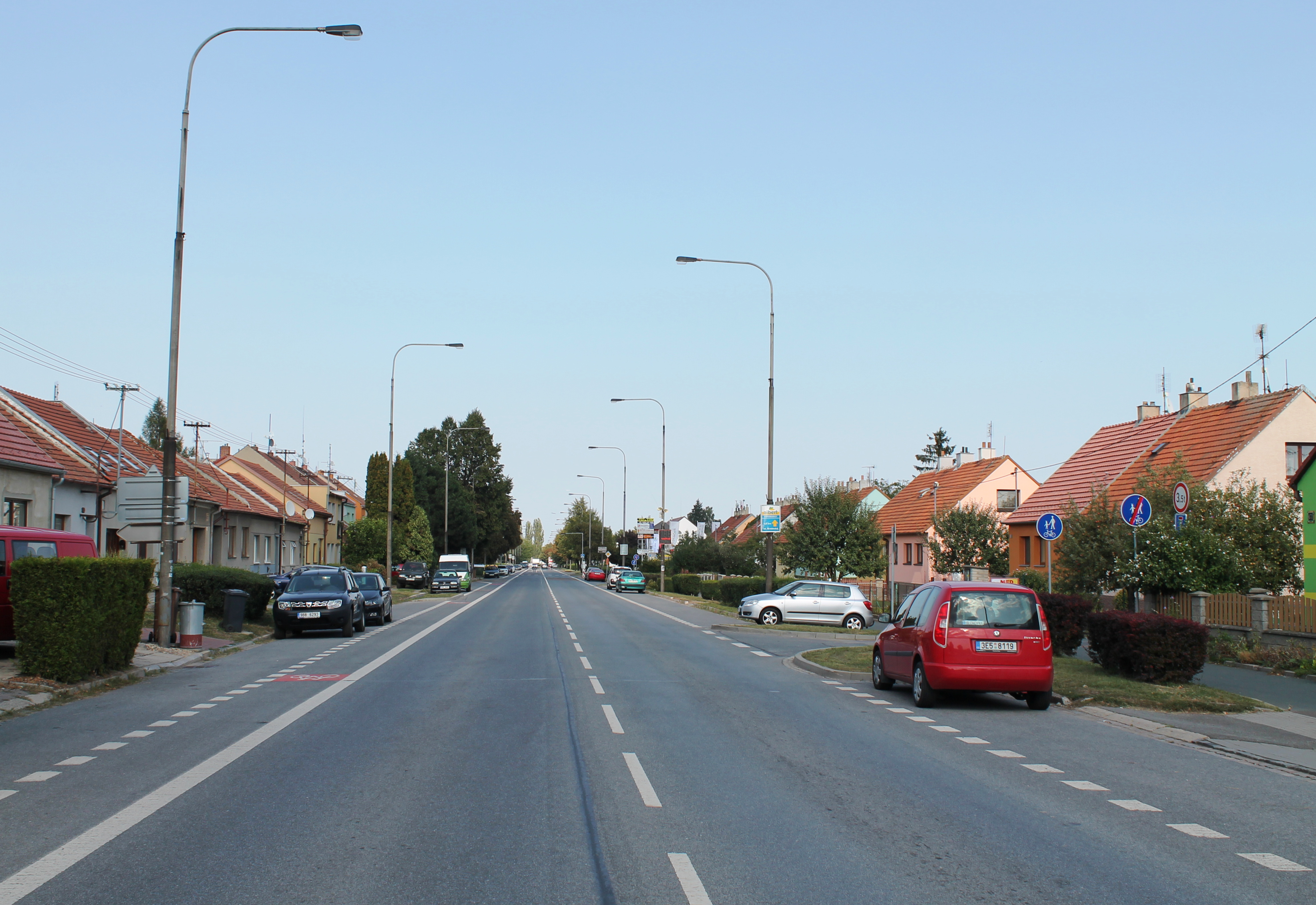
Hauptstraße

Die Häuslerkolonie Mels wurde 1789 auf den parzellierten Fluren des zwei Jahre zuvor aufgehobenen Wischauer Vorwerks angelegt und nach dem Olmützer Erzbischof Anton Theodor von Colloredo-Waldsee-Mels benannt. Die planmäßige Anlage bestand aus zwei kurzen Häuserreihen zu beiden Seiten der Kaiserstraße. Die Siedler nannten den Ort wegen der dürftigen Lebensumstände bald Noska.
Im Jahre 1834 bestand das im Brünner Kreis an der Brünn-Olmützer Poststraße gelegene Dorf Mels bzw. Noska aus 20 Häusern mit 112 überwiegend mährischsprachigen Einwohnern. Pfarr- und Schulort war Wischau. Bis zur Mitte des 19. Jahrhunderts blieb Mels der  erzbischöflichen Herrschaft Wischau untertänig.
Nach der Aufhebung der Patrimonialherrschaften bildete Noska / Mels ab 1850 einen Ortsteil der Gemeinde Nosálovice im Gerichtsbezirk Wischau. Zwischen 1867 und 1869 errichtete die Mährisch-Schlesische Nordbahn am nördlichen Ortsrand die Bahnstrecke Brünn–Olmütz–Sternberg. Ab 1869 gehörte Noska zum Bezirk Wischau; zu dieser Zeit hatte das Dorf 142 Einwohner und bestand aus 21 Häusern. Seit dem Ende des 19. Jahrhunderts wird Nouzka als tschechischer Ortsname verwendet. Nach der Jahrhundertwende begann eine starke Erweiterung der Kolonie; linksseitig der Poststraße entstand eine lange Doppelhauszeile, die im Laufe der Zeit bis an die Wischauer Stadtgrenze anwuchs. Die Fluren rechts der Straße blieben unbebaut. Im Jahre 1900 lebten in Nouzka 137 Personen; 1910 waren es 247; die Häuserzahl verdoppelte sich in dieser Zeit von 23 auf 54. Nach dem Ersten Weltkrieg zerfiel der Vielvölkerstaat Österreich-Ungarn, das Dorf wurde 1918 Teil der neu gebildeten Tschechoslowakischen Republik. Beim Zensus von 1921 lebten in den 73 Häusern von Nouzka 446 Personen, darunter 439 Tschechen und vier Deutsche.
1930 bestand Nouzka aus 84 Häusern und hatte 434 Einwohner. Von 1939 bis 1945 gehörte Nouzka / Mels zum Protektorat Böhmen und Mähren. Ende 1941 wurde Nouzka zusammen mit Nosálovice nach Wischau zwangseingemeindet. Nach dem Ende des Zweiten Weltkrieges wurden im Jahre 1945 die alten Verwaltungsstrukturen und damit auch die Gemeinde Nosálovice wiederhergestellt. 1949 erfolgte die erneute Eingemeindung nach Vyškov. Im Jahre 1950 hatte Nouzka 376 Einwohner. Am Rostěnický potok wurden in den 1970er Jahren die beiden Kačenec-Teiche als Wasserreservoire angelegt. Das Teilstück der Autobahn D 1 zwischen Brünn und Vyškov wurde zwischen 1988 und 1992 wurden fertiggestellt. Auf dem Gelände des ehemaligen Schulgutes entstand das Gewerbegebiet Nouzka-průmyslový obvod, das jedoch nicht dem Ortsteil zugerechnet wird. Beim Zensus von 2001 lebten in den 108 Häusern von Nouzka 340 Personen.

## Ortsgliederung
Der Ortsteil Nouzka ist Teil des Katastralbezirkes Vyškov.

## Sehenswürdigkeiten
- Bildstock des hl. Antonius von Padua
- Steinernes Kreuz